# Онтарио
Онтарио или Онтерио (енгл/фр: Ontario) једна је од десет канадских покрајина (провинција). То је најмногољуднија, и после Квебека, друга најпространија покрајина Канаде (Нунавут и Северозападне територије су веће, али немају статус покрајине). Онтарио се на западу граничи са покрајином Манитоба, са Квебеком на истоку, као и са пет америчких савезних држава на југу.
Главни град Онтарија је Торонто, који је уједно и највећи град Канаде. Отава, главни град Канаде, налази се на истоку Онтарија уз границу са Квебеком. На попису становништва 2006. утврђено је да је у Онтарију живело 12.160.282 становника, што представља 38,5% становништва Канаде.

## Географија
Провинција на северу излази на Хадсонов и Џејмсов залив, на истоку се граничи са провинцијом Квебек, на југу са америчким државама Минесота, Мичиген, Охајо, Пенсилванија и Њујорк, док је на западу провинција Манитоба. Јужна граница Онтарија са САД се готово искључиво састоји из језера и река, а почиње са Шумским језером. Она пролази кроз четири од пет Великих језера (Горње језеро, Хјурон, Ири и Онтарио) и завршава се на реци Сен Лорен у близини града Корнвол. Река Отава чини један део границе са Квебеком.
Онтарио се дели у три главна региона:
- Канадски штит на северозападу и центру провинције покрива око половине укупне површине. Овај регион је већим делом неплодан, богат минералима, и испресецан рекама и језерима.
- Мочварна и шумовита равница око Хадсоновог залива на североистоку је готово ненасељена.
- Подручје умерене климе и плодних долина на југу уз Велика језера и реку Сент Лоренс, где је концентрисана пољопривреда, индустрија и насеља. Око 75% становништва Онтарија и 25% становништва Канаде живи у области такозване Златне потковице (Golden Horseshoe).

Иако у Онтарију нема високих планина, велики део провинције је испресецан ланцима брда, посебно моренама у Канадском штиту. Највиша тачка провинције је 693 метра у близини места Темагами. Онтарио је познат по своме водном богатству. У провинцији постоји око 250.000 језера и бројне реке укупне дужине од преко 100.000 km. Ова језера и реке садрже око трећине светских резерви слатке воде.  Најпознатија географска локација су Нијагарини водопади. Пловни пут Сент Лоренц омогућава пловидбу од Атлантског океана до града Тандер Беј у северозападном Онтарију.
У Онтарију има 5 националних паркова: Национални парк полуострво Брус, Национални парк острва у заливу Џорџијан, Национални парк Поинт Пили, Национални парк Пукасква и Национални парк острва у реци Сент Лоренс.

### Клима
Онтарио се дели на три главна климатска региона. Највећи део југоистока, као и јужни део Златне потковице спада у влажну умерену и континенталну климу. У овом подручју лета су врућа и влажна, а зиме хладне. Посебно у јесен и зиму су температуре благе услед утицаја Великих језера. Период у коме се температуре смањују је дужи него што је то случај за места на истој географској ширини у унутрашњости континента. Годишња просечна количина падавина износи од 750 до 1.000 милиметара и равномерно је распоређена, са максимумом у лето. Регион Онтарија се налази у заветрини Великих језера, тако да ту пада мање снега него у другим деловима Канаде.
Севернији делови јужног Онтарија, као и источни и централни Онтарио, имају оштрију влажну континенталну климу. Лета су кратка и топла, а зиме хладне и дуге. Прелазни периоди су кратки. Јужни део овог подручја је у приветрини Великих језера, посебно језера Хјурон. Хладни ветрови који наилазе на топлу површину језера изазивају јаке снежне вејавице. У неким подручјима годишње падне до 3 метра снега.
У најсевернијим деловима Онтарија, углавном изнад 50. паралеле, влада субполарна клима, са дугим и веома хладним зимама и кратким топлим летима. У лето је могуће да буде веома топло на северу, док је количина падавина знатно мања него на југу. Пошто нема планинских ланаца који би зауставили арктичке ваздушне масе, температуре зими могу да падну испод -40 °C. Тло је често прекривено снегом од октобра до маја.

## Историја
Данашња територија Онтарија је пре доласка Европљана била насељена индијанским племенима Алгонквин и Ирокези. Ове две језички различите групе су се гранале у више племена различитих имена.
У 17. веку француски истраживачи (Етјен Бриле и Самјуел де Шамплен) и енглески морепловац Хенри Хадсон су истражили већи део Онтарија за интересе Француске и Енглеске. Подручја Онтарија и Квебека су најпре (16. и већи део 17. века) били под француском управом до британске победе у бици на Абрахамовој заравни 1759. године.
Британци су 1774. године ујединили Онтарио са Квебеком ради лакше управе слабо насељеном земљом. Талас усељеника (лојалиста) који је поткрај 18. века запљуснуо Канаду из Сједињених држава довео је 1791. године до поделе подручја Квебека и Онтарија на две засебне територије Горњу и Доњу Канаду. Разлог томе је била језичка и културна подељеност становништва Канаде. Горњом Канадом (данас Онтарио) су доминирали становници британског порекла и англиканске или протестантске верске опредељености док су у Доњој Канади (данас Квебек) најбројнији били франкофони католици, досељеници из западних крајева Француске.
Град Торонто је запалила америчка војска 1813. у рату с Британцима. Године 1841, Велика Британија је опет ујединила управу Горње и Доње Канаде, али их и даље назива одвојеним именима Источна Канада и Западна Канада. Разлог поновном административном уједињењу је био побуна Француза у Доњој Канади (из етничких разлога), као и побуне британског становништва у Горњој Канади (из економских разлога). Након оснивања конфедерације (1867), Онтарио и Квебек су утемељени као две одвојене покрајине. Тада је утврђена и садашња административна граница између Онтарија и Квебека.
Подручје Онтарија је након тога утемељено као подручје којим доминира енглески језик и култура, па је француско становништво ове провинције било постављено у засебан школски систем. Од тада следи повест одвојеног школства у Онтарију. Утемељене су јавне школе и католичке школе. Опште школе су биле намењене већини становништва, а католичке Енглезима и Французима. Француски језик је био стављен ван употребе (ван закона) тако да је до поновне успоставе законите употребе француског језика у двадесетом веку већи део француског становништва био англицизиран. Подељеност школства на католичке и опште школе је на снази и данас у провинцији Онтарио.
У време Првог и Другог светског рата с подручја Онтарија је регрутован велики број војника у канадске регименте Британске војске који су се борили на ратиштима у Европи. Након Другог светског рата Онтарио бележи огроман економски раст велико досељење становника из свих крајева света. Данас је Онтарио први по насељености, а други по укупној површини и међу провинцијама Канаде важи за економски најдинамичнију провинцију.

## Становништво
| 1996.      | 2001.      | 2006.      | 2011.      | 2016.      |
| ---------- | ---------- | ---------- | ---------- | ---------- |
| 10.753.573 | 11.410.046 | 12.160.282 | 12.851.821 | 13.448.494 |

| 1851. | 952.004   | 1931. | 3.431.683  |
| 1861. | 1.396.091 | 1941. | 3.787.655  |
| 1871. | 1.620.851 | 1951. | 4.597.542  |
| 1881. | 1.926.922 | 1961. | 6.236.092  |
| 1891. | 2.114.321 | 1971. | 7.703.105  |
| 1901. | 2.182.947 | 1981. | 8.625.107  |
| 1911. | 2.527.292 | 1991. | 10.084.885 |
| 1921. | 2.933.662 | 2001. | 11.410.046 |

У попису становништва 2006. забележено је 12.160.282 становника, што је у односу на 2001. повећање од 6,6%. По томе је Онтарио испред државног просека од 5,4%. Удео становника Онтарија у укупном становништву Канаде је 38,5%.
Код пописа из 2001, 29,7% становништва изјаснило се као „Канађани“. Од осталих, као нацију порекла навели су: 24,0% Енглези, 16,3% Шкоти, 15,6% Ирци, 10,9% Французи, 8,6% Немци, 6,9% Италијани и 4,6% Хан Кинези (било је могуће дати више одговора). Удео домородачких народа је био низак (2,2% Индијанци, 0,5% Метиси).
Најважнији језик је енглески; око 5% становништва припада мањини Франко-онтаријанаца, највећој франкофонској заједници Канаде изван Квебека. Француски језик није званични, али провинцијска влада је обавезна да понуди јавне услуге на француском језику у неким окрузима.
По религијској опредељености: 34,9% становништва су протестанти, 34,7% католици, 2,3% православни и 2,7% други хришћани. Као исламски верници определило се 3,1%, 1,9% као хиндуисти, а 4,1% као припадници осталих религија. Одговор није дало 16,3% становништва.

### Највећи градови
| ранг | град     | 2006.     | 2001.     |
| ---- | -------- | --------- | --------- |
| 1.   | Торонто  | 2.503.281 | 2.481.494 |
| 2.   | Отава    | 812.129   | 774.072   |
| 3.   | Мисисога | 668.549   | 612.925   |
| 4.   | Хамилтон | 504.559   | 490.268   |
| 5.   | Брамптон | 433.806   | 325.428   |
| 6.   | Лондон   | 352.395   | 336.539   |
| 7.   | Маркам   | 261.573   | 208.615   |
| 8.   | Вон      | 238.866   | 182.022   |
| 9.   | Виндзор  | 216.473   | 208.402   |
| 10.  | Киченер  | 204.668   | 190.399   |

| ранг | град           | 2006.   | 2001.   |
| ---- | -------------- | ------- | ------- |
| 11.  | Оуквил         | 165.613 | 144.738 |
| 12.  | Берлингтон     | 164.415 | 150.836 |
| 13.  | Ричмонд Хил    | 162.704 | 132.030 |
| 14.  | Велики Садбери | 157.857 | 155.219 |
| 15.  | Ошава          | 141.590 | 139.051 |
| 16.  | Сент Кетринс   | 131.989 | 129.170 |
| 17.  | Бари           | 128.430 | 103.710 |
| 18.  | Кембриџ        | 120.371 | 110.372 |
| 19.  | Кингстон       | 117.207 | 114.195 |
| 20.  | Гвелф          | 114.943 | 106.170 |

## Политика
Отприлике сваке четири године у провинцији Онтарио одржавају се слободни демократски избори за провинцијски парламент. Службени назив овог законодавног тела је Законодавна скупштина Онтарија. Међутим, у свакодневној употреби уобичајен је назив Провинцијски парламент Онтарија.
Карактеристично за парламент Онтарија у односу на Парламент Канаде је то да је парламент Онтарија једнодоман парламент.
Овај парламент има 124 посланичка места. Посланици се бирају на изборима по већинском систему. Сваки од 124 посланика представља један од 124 посланичка округа. Због великог броја становника највећу „тежину“ у провинцијском парламенту, тј. највећи број посланика, има шире подручје града Торонта. Сличну тежину имају гласови из провинције Онтарио у федералном Парламенту Канаде, па је стога победа на провинцијским или федералним изборима у Онтарију од изузетног значаја за све странке које учествују на изборима.
Зграда провинцијског парламента налази се у Квинс парку у Торонту. Главне политичке странке у Онтарију су: Прогресивна конзервативна странка Онтарија, Либерална странка Онтарија и Нова демократска странка Онтарија. Кроз повест од Другог светског рата до данас Конзервативна странка је највише пута побеђивала на провинцијским изборима и формирала провинцијску владу. Вођа странке победника на провинцијским изборима се намерно назива премијер (Premier) да се избегне дуализам назива. Премијер Онтарија је од јуна 2018. Даг Форд, вођа Прогресивне конзервативне странке у Онтарију.

## Привреда
Онтарио је водећа канадска провинција по индустријској производњи, одговорна за 52% укупног националног извоза индустријских производа 2004. године. Најзначајнији трговински партнер Онтарија је америчка држава Мичиген.
Некад доминантна привредна грана, пољопривреда, данас има мало учешће у укупном друштвеном производу. Значајно је сточарство, производња жита и млека. На полуострву Нијагара и дуж обале језера Ири значајни су воћњаци, виногради и повртњаци. Фирма Меси Фергусон, некада највећи светски произвођач пољопривредних машина, основана је у Онтарију.
Реке Онтарија имају огроман потенцијал за производњу електричне енергије. Од приватизације државног предузећа „Онтарио Хајдро“ 1999, нова фирма има удео од 85% у производњи електричне енергије у провинцији. Од укупне количине, 41% енергије потиче из нуклеарних централа, 30% из хидроцентрала и 29% из фосилних извора.
Богатство природних ресурса, одличне транспортне везе са САД и приступ контејнерским бродовима преко Великих језера до Атлантског океана, довеле су до изузетног значаја индустријске производње у Онтарију. То се посебно односи на регију Златне потковице, најиндустријализованију регију Канаде. Најзначајније индустријске гране су аутомобилска, индустрија обраде метала и челика, прехрамбена индустрија, електроиндустрија, хемијска индустрија, машинска индустрија и производња папира. Године 2004. Онтарио је произвео 2,696 милиона аутомобила, по чему је престигао суседни Мичиген.
Торонто је центар канадског банкарства и финансијских услуга, док у градовима Маркам, Вотерлу и Отава важну улогу игра информатичка индустрија. Хамилтон је канадски центар производње челика, Сарнија је центар петрохемије. Привреда на северу провинције ослања се на рударство и шумарство. У подручјима око језера, туризам има велики значај.